# Viburnum urceolatum
Viburnum urceolatum är en desmeknoppsväxtart som beskrevs av Sieb. och Zucc. Viburnum urceolatum ingår i släktet olvonsläktet, och familjen desmeknoppsväxter. Utöver nominatformen finns också underarten V. u. procumbens.